# Johann Karl von Trautson
Graf Johann Karl von Trautson zu Falkenstein (* 27. April 1684; † 18. Mai 1729) war kaiserlich österreichischer Generalfeldwachtmeister und Inhaber des Infanterie-Regiments No. 35.

## Leben
Er entstammte dem aus der Schweiz nach Österreich eingewanderten Geschlecht Trautson, welches im Jahr 1755 mit dem Landmarschall von Niederösterreich, dem Fürsten Johann Wilhelm von Trautson ausstarb. Seine Eltern waren der Graf Franz Euseb Trautson zu Falkenstein (1640–1728) und dessen Ehefrau die Gräfin Anna Cäcilia, geb. von Spaur.
Trautson ging schon in jungen Jahren in österreichische Dienste und stieg die Ränge auf. Er nahm 1710 als Obristlieutenant an den Kämpfen gegen Rákóczi in Ungarn teil. Er wird im Jahre 1713 als Obristlieutenant im Infanterie-Regiment (Bevern) No. 29 bei der Verteidigung von Freiburg im Breisgau mit Auszeichnung genannt. Für die geleisteten Dienste wurde ihm die kaiserliche Anerkennung ausgesprochen und er zum Obrist befördert. Im Jahr 1715 wurde Trautson mit der Aufstellung eines Regimentes betraut und ihm hierfür Radolfzell, Waldsee und Innsbruck als Werbeplätze zugewiesen.
Während des 6. Türkenkrieges wurde er in der Schlacht von Peterwardein verwundet, kämpfte aber 1717 bei der Belagerung von Belgrad. Im Jahre 1721 wurde das von Trautson aufgestellte Regiment schon wieder aufgelöst und er als Obrist und Inhaber zum Infanterie-Regiment (Gschwind) No. 35 versetzt. Im Jahr 1724 wurde Trautson Generalfeldwachtmeister befördert. Er blieb Inhaber, die Stelle des Kommandanten erhielt Oberst Graf Georg Reichard von Lasberg. Der General blieb Inhaber bis zu seinem Tod am 18. Mai 1729. Er starb unverheiratet.